# 曲針烏賊
曲針烏賊又名酷味派墨魚（学名：Sepia recurvirostra）为烏賊科烏賊屬下的一个种。

## 扩展阅读
- 維基物種上的相關：曲針烏賊